# Johann von Hinke
Johann Evangelist Gustav Edler von Hinke (Verona, 13 luglio 1837 – Vienna, 24 marzo 1904) è stato un ammiraglio austriaco, che come ufficiale di marina ha partecipato alla seconda e alla terza guerra d'indipendenza italiana. In quest'ultima partecipò alla battaglia di Lissa, dove fu decorato con la Croce al merito con decorazione di guerra. Nel 1890 condusse una squadra navale austro-ungarica nel Mar Baltico, partecipando ad esercitazioni congiunte con la Kaiserliche Marine tedesca, visitando nel contempo molte città come Copenaghen, Karlskrona, Cherbourg e Palermo. Tra il 4 febbraio 1897 e il 12 aprile 1898 fu al comando della I Squadra navale, forte di nove navi, durante il blocco navale dell'isola di Creta effettuato dalle forze internazionali in funzione antiturca.

## Biografia
Nacque a Verona il 13 luglio 1837, figlio di un funzionario statale. Ancora adolescente fu mandato a studiare presso il Collegio dei cadetti di Marina (Marineakademie) di Trieste. Nel 1853 fu arruolato nella k.u.k. Kriegsmarine in qualità di cadetto, e il suo primo viaggio per mare, come guardiamarina, avvenne a bordo della corvetta SMS Carolina. Nel 1856 fu imbarcato sulla fregata Graf Radetzky e nello stesso anno nominato Alfiere di fregata. Passò successivamente al comando della cannoniera SMS Ausleger. Nel 1861 fu promosso tenente di vascello e posto al comando della cannoniera SMS Wespe, trasferendosi nel 1864,  a bordo della cannoniera Deutschmeister, entrambi operanti sul Lago di Garda. Dopo lo scoppio della terza guerra d'indipendenza italiana, nel 1866 prese parte alla battaglia di Lissa contro la Regia Marina e in quella occasione rimase ferito e fu decorato con la Croce al merito con decorazione di guerra. Nel 1869, durante la sommossa delle bocche di Cattaro, si trovava a bordo della cannoniera SMS Streiter. Nel periodo 1871 al 1873 fu imbarcato come ufficiale sulla corvetta Fasana allora al comando del capitano di vascello Moritz Ritter von Funk, durante la missione effettuata in Asia orientale, dove si distinse particolarmente.
Nel 1873 fu promosso capitano di corvetta, e poco tempo dopo, il 23 giugno 1878, divenne direttore della scuola di artiglieria di Pola. Nel 1879 fu promosso capitano di fregata e nel 1881 assunse il comando della corvetta SMS Minerva. Nel 1884 divenne Linienschiffskapitän, e nel 1886 fu chiamato a prestare servizio a Vienna dove ricevette l’incarico di presidente del gruppo affari della sezione Marina presso il Ministero della guerra, mantenendo l’incarico fino al 1889.
Riprese a navigare come comandante della nave corazzata Erzherzog Albrecht e durante questo comando fu promosso al rango di commodoro. L'11 novembre 1889 fu nominato contrammiraglio e divenne comandante dell'intera squadra navale di stanza a Pola.
Nel 1890 il Kaiser Guglielmo II invitò la flotta austro-ungarica a prendere parte alle annuali esercitazioni di addestramento della Kaiserliche Marine che dovevano tenersi nel Mare Baltico nell'agosto di quell'anno. Alzata la sua insegna sulla nave da battaglia Kronprinz Erzherzog Rudolf, il 23 luglio salpò con una squadra navale comprendente la nave da battaglia Kronprinzessin Erzherzogin Stephanie e l'incrociatore protetto Kaiser Fran Joseph I per raggiungere la Germania. Durante il viaggio lo squadrone fece tappe a Gibilterra e in Gran Bretagna, dove le navi parteciparono alla Regata di Cowes. In questa occasione le unità furono visitate dalla Regina Vittoria, dal Principe di Galles e dell'ammiraglio principe Luigi di Battenberg. Le navi austro-ungariche arrivarono poi a Copenaghen, in Danimarca, e a Karlskrona, in Svezia, e quindi raggiunsero la Germania dove rimasero dal 29 agosto al 3 settembre, partecipando anche a una rivista navale. Durante il viaggio di ritorno verso l'Austria-Ungheria, lo squadra navale fece visita a Cherbourg (Francia) e Palermo (Regno d'Italia). Tale viaggio, nonostante i problemi emersi ai motori della  Kronprinz Erzherzog Rudolf, fu considerato un grande successo all'interno degli ambienti della k.u.k. Kriegsmarine.
Dal 1891 al 1894 assunse anche il comando del porto di Pola. Nel 1891 fu nominato comandante di squadra e membro del Consiglio internazionale degli Ammiragli. Il 30 marzo 1895 fu elevato allo stato di nobile (Edler) con diritto di ereditarietà. Con questo incarico intervenne, al comando della I Squadra navale, forte di nove navi, durante il blocco navale dell'isola di Creta effettuato dalle forze internazionali antiturche, comprendenti anche quelle di Inghilterra, Francia, Russia e Italia, dal 4 febbraio 1897 al 12 aprile 1898. Il 1º maggio 1898 fu elevato al rango di viceammiraglio. Il 1º novembre 1901, dopo 48 anni di servizio, fu collocato a riposo con la nomina ad ammiraglio ad honorem ed insignito della Gran Croce dell'Ordine imperiale di Francesco Giuseppe. In quell'anno acquisì la proprietà di una villa sita ora in via D’Annunzio, a Ronchi dei Legionari, dove visse per alcuni anni. Il 24 marzo 1904, durante un viaggio a Vienna, fu colto da malore e morì poco dopo. Successivamente la salma venne trasportata e sepolta nel cimitero di Ronchi dei Legionari.

### Fonti
1. ↑  Österreichisches Biographisches Lexikon 1959, p. 321.
2. 1 2 3 4 5 6 7  Istrapedia.
3. 1 2 3 4 5 6 7 8 9 10 11  Il Piccolo.
4. ↑  Schöndorfer 1983, p. 14.
5. ↑  Sondhaus 1994, p. 387.
6. 1 2 3 4 5 6  Sondhaus 1994, p. 110.
7. 1 2  Austro-Hungarian Army.